# Masacre de Putis
La masacre de Putis consistió en la masacre de 123 campesinos llevada a cabo por el Ejército peruano en Putis, una aldea rural en el distrito de Santillana de la provincia de Huanta en la región Ayacucho del Perú. La masacre ocurrió en diciembre de 1984. Según testimonios recopilados por la Comisión de la Verdad y Reconciliación, se presume que el móvil de la masacre fue el robo y venta del ganado de los campesinos, siendo alentado dicho acto por algunos comuneros de Marccaraccay para repartirse las ganancias con los militares.

## Antecedentes
Según un informe de 2003 de la Comisión de la Verdad y Reconciliación (CVR), el grupo terrorista Sendero Luminoso era muy activo en la provincia de Huanta desde el inicio de la época del terrorismo en el Perú en 1980. Durante 1983, Sendero Luminoso asesinó al vicegobernador de Putis, Santos Quispe Saavedra y llevó a cabo actos similares de violencia en pueblos cercanos; como consecuencia, los habitantes de Putis se vieron obligados a buscar refugio en las montañas cercanas.
Para frenar esta amenaza, el ejército peruano estableció una base militar en Putis en noviembre de 1984 y llamó a todos los refugiados a regresar a la ciudad.

## Masacre

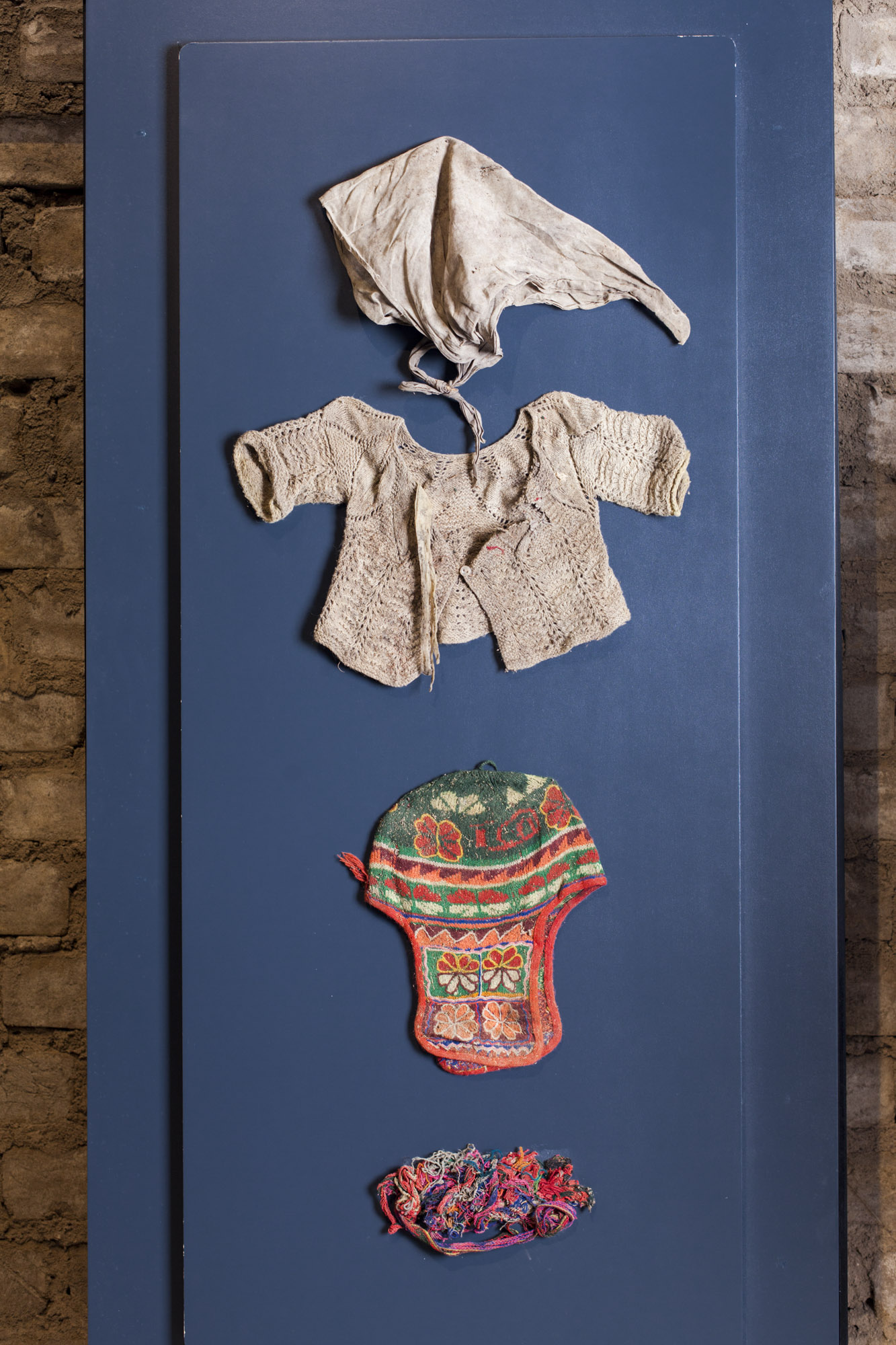
Prendas exhumadas de niños asesinados por soldados en diciembre de 1984 y luego enterrados en Putis

Para diciembre de 1984, la mayor parte de la población había regresado al asentamiento de Putis. Los militares ordenaron a los hombres de la comunidad cavar un hoyo diciéndoles a algunos que iban a construir piscigranjas mientras que otros les dijeron que iban a construir casas. Luego reunieron a la población local a su alrededor, los ejecutaron a todos con disparos y los enterraron en el pozo excavado.
Los militares sospechaban que los pobladores estaban vinculados a Sendero Luminoso. Según testimonios recopilados por la CVR, Sendero Luminoso tenía una fuerte presencia en las alturas de Santillana, donde se ubica Putis. Además, dichas sospechas fueron alimentadas por los comuneros de Marccaraccay, quienes les aseguraron a los militares que los campesinos de Putis pertenecían a Sendero Luminoso. Sin embargo, se cree que el principal móvil para las ejecuciones fue el robo de ganado para su posterior venta, esto según los testimonios recopilados por la CVR. Según testimonios recopilados, algunos campesinos de Marccaraccay y el teniente gobernador de dicha comunidad alentaron la matanza para comercializar el ganado y repartirse las ganancias con los militares. Se reportó que el ganado fue comercializado en Marccaraccay.
El número total de víctimas se estima en 123 hombres y mujeres de los asentamientos de Cayramayo, Vizcatánpata, Orccohuasi y Putis; 19 de los asesinados eran menores de edad. La Comisión de la Verdad y la Reconciliación identificó dos fosas comunes en Putis, una detrás de la iglesia y la otra dentro de la escuela. Algunas personas de Putis sobrevivieron a la masacre quedándose en las montañas, donde permanecieron hasta que algunas regresaron en 1997. En 2002 se contabilizó que unas diez familias vivían en Putis.

## Investigación
En mayo de 2008, un grupo de investigadores forenses comenzó la exhumación de las fosas comunes de Putis, esto tras la recomendación dada en el año 2003 por la Comisión de la Verdad y Reconciliación para investigar dicho lugar. Alrededor de 50 familiares de las personas muertas se unieron a los investigadores para observar la recuperación de los miembros de su familia. A pesar de los procedimientos de exhumación, nadie ha sido acusado hasta el momento por la masacre de Putis ya que el Ejército peruano se niega a dar explicación alguna sobre los hechos, alegando que toda la documentación relacionada fue destruida en un incendio.
En agosto de 2009, se celebró un funeral en masa para noventa y dos víctimas de la masacre de 1984. Los restos de solamente veintiocho fueron identificados mediante el uso de ADN y muchos de los ataúdes contenían solo restos parciales.